# Pietre da Messa
Una pietra da messa (Carraig an Aifrinn in irlandese) era un masso usato dalla metà del XVII secolo in Irlanda come luogo per celebrate la celebrazione eucaristica. Località isolate venivano scelte per tenere cerimonie religiose, poiché la celebrazione della messa cattolica creava situazioni di pericolo per i partecipanti dopo la conquista dell'Irlanda da parte di Cromwell (1649 – 1653) e le Leggi penali irlandesi del 1695. Banditi i vescovi dal paese già nel 1613 infatti, anche ai preti cattolici fu comminata l'espulsione dal paese e prevista, in caso di rientro, l'esecuzione capitale immediata. In alcuni casi furono anche utilizzati cacciatori di preti cattolici, persone che dietro congruo compenso individuavano e segnalavano alle autorità l'identità di preti cattolici che esercitavano, sia pur segretamente, il loro ministero in Irlanda.
In molti casi venivano utilizzati massi presi da rovine di chiese e trasportati in aree rurali, sui quali veniva semplicemente scolpita una croce. A causa dell'illegalità della celebrazione del culto cattolico, le Messe non erano programmate ad orari ed in giorni precedentemente stabiliti ma la celebrazione veniva di volta in vota decisa e l'annuncio trasmesso verbalmente fra i parrocchiani.
Questa pratica venne gradualmente meno verso la fine del XVII secolo, sostituita dalla celebrazione della messa in luoghi coperti. 

## Fonti
- Denis Power (1997), Archaeological Inventory of County Cork, Volume 3: Mid Cork, 9467 ColorBooks, ISBN 0-7076-4933-1